# Cristianisme nicè

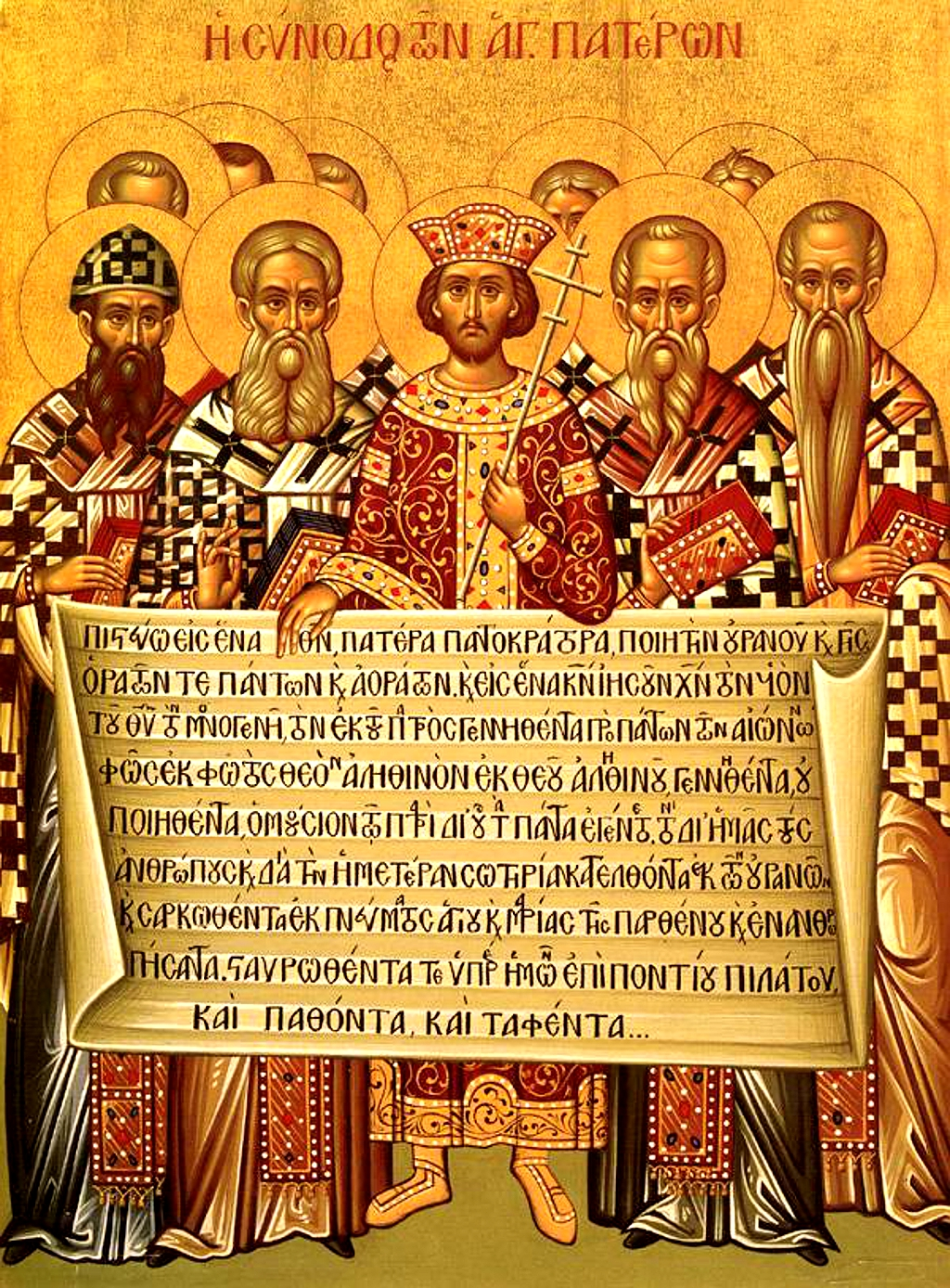
Icona de l'emperador Constantí (centre) i els Pares de l'Església del Primer Concili de Nicea (325) sostenint el credo nicè-constantinopolità del 381

El cristianisme nicè és el corrent del cristianisme primitiu sorgit del Primer Concili de Nicea. Es tracta d'un corrent trinitari que defineix la seva ortodòxia en contraposició a l'arianisme o el cristianisme acacià. El cristianisme nicè esdevingué la religió oficial de l'Imperi Romà el 380 (gairebé un segle després d'Armènia, que havia esdevingut el primer Estat a adoptar oficialment el cristianisme el 301), quan Teodosi I promulgà una llei que prohibia els cultes pagans i tot comportament pagà a l'Imperi.
L'oposició entre aquestes dues tendències dogmàtiques s'allargà durant segles i sovint es traduí en oposició política. El cristianisme acacià es trobava majoritàriament entre els governants dels regnes bàrbars a conseqüència de la influència d'Úlfila, mentre que els cristianismes del món no-bàrbar, especialment les elits romanes, adoptaren el cristianisme nicè. El corrent nicè, que s'anà imposant a poc a poc gràcies a l'activitat de poderosos bisbes nicens provinents de la noblesa senatorial, segueix l'ortodòxia definida al Primer Concili de Nicea, celebrat el 325 a la ciutat homònima.